# Перша Борзенська сотня

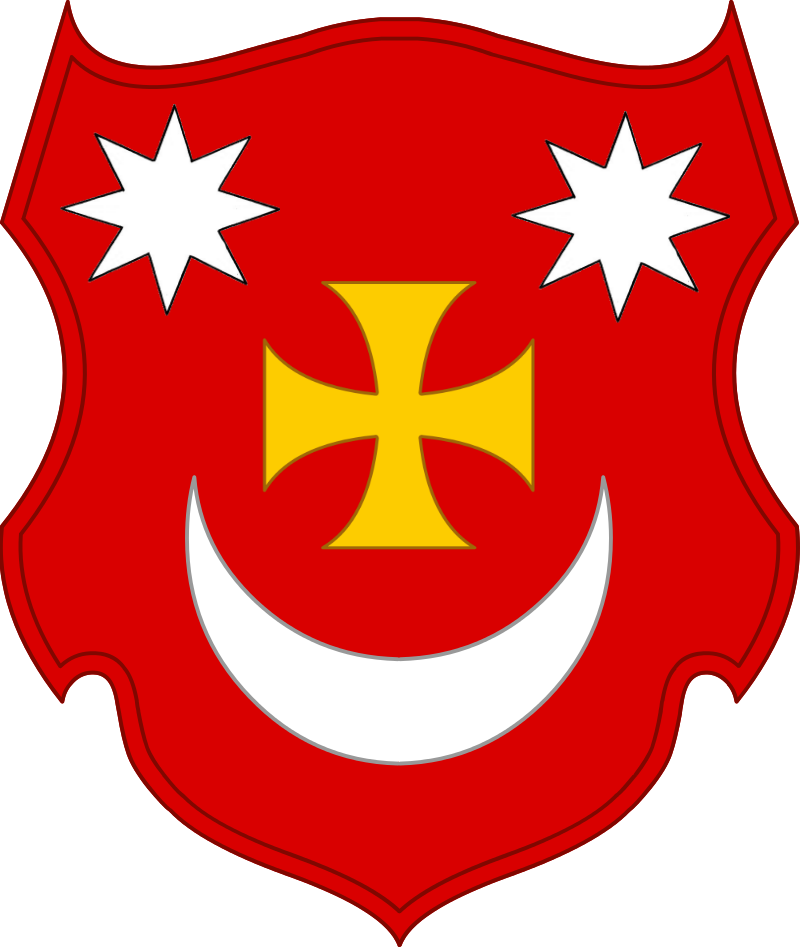
Герб Борзнянської сотні (реконструкція)

Борзнянська (Борзненська, Борзенська) сотня — адміністративно-територіальна військова одиниця Борзнянського полку, що утворилася у 1648 році. Центр — містечко Борзна.

## Історія
Після Зборівської угоди 1649 року було утворено окрему Борзнянську сотню, до складу якої входило 99 козаків та отаман Пилип. Сотню було включено до складу Чернігівського полку. До сотні належали місто Борзна, села Кустівці, Нове Місто, Загорівка, Конашівка, Красилівка, Красний Став, Плиски, Обтів, Оленівка, Ховми, Ядутин.
Впродовж 1654–1655 років Борзенська сотня знову була частиною Борзнянського полку, який тимчасово відновили на чолі з полковниками П. М. Забілою 1654та Самійлом Курбацьким 1654–1655 роки. по закінченню цього терміну сотню передали до складу Ніжинського полку, де вона й проіснувала до ліквідації у 1782 році. Територія скасованої сотні відійшла до Чернігівського намісництва.
Дещо раніше у 1764 році територію сотні розділили на два підрозділи. Перша сотня: містечко Борзна; села Адамівка (Борзнянська міська громада), Кинашівка (Ніжинський район), Красилівка (Ніжинський район), Плиски, Сиволож, Сидорівка, Ховми, Ядути та три хутори. Друга сотня: села — Загорівка, Велика Загорівка, Красний Став, Курінь, Оленівка, Прачі, Устечко, Ядути.

## Сотники
Мельник Пилип (?-1649-?)
Забіла Петро Михайлович (1654–1662)
Проскурненко Григорій (?-1669)
Забіла Тарас Петрович (1669–1672)
Забіла Степан Петрович (?-1674-1677)
Забіла Тарас Петрович (1677 — ?)
Красовський Іван (1686.05., нак.)
Забіла Юрій Тарасович (1689)
Забіла Тарас Тарасович (1689; 1709)
Забіла Михайло Тарасович (1710–1727)
Забіла Пантелеймон Михайлович (1729–1757)
Забіла Кирило Васильович (1758–1759)
Першої сотні:
Шишкевич Іван Іванович (1760–1769)
Риба Микола Степанович (1770–1782)
Забіла Федір Карпович (1782)
Другої сотні:
Виридарський Олексій Максимович (1762–1772)
Панюта Семен (1780–1782)

## Галерея

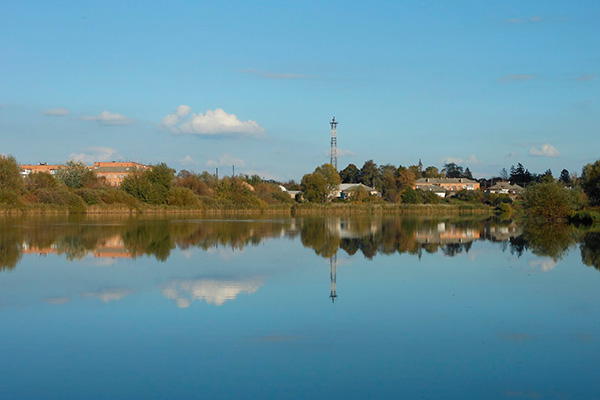
Вигляд з річки, Борзна

## Населені пункти
До Борзненської сотні входили: с.Адамівка — Чернігівська область, Борзнянський район; м. Борзна; с. Загорівка; с. Красилівка; с. Красностав; с. Кунашівка; с. Оленівка; с. Плиски; с. Прачі; с. Сидорівка; с. Камка; с. Клочкове; с. Ховми; с. Ядути.